# ホ式十三粍高射機関砲

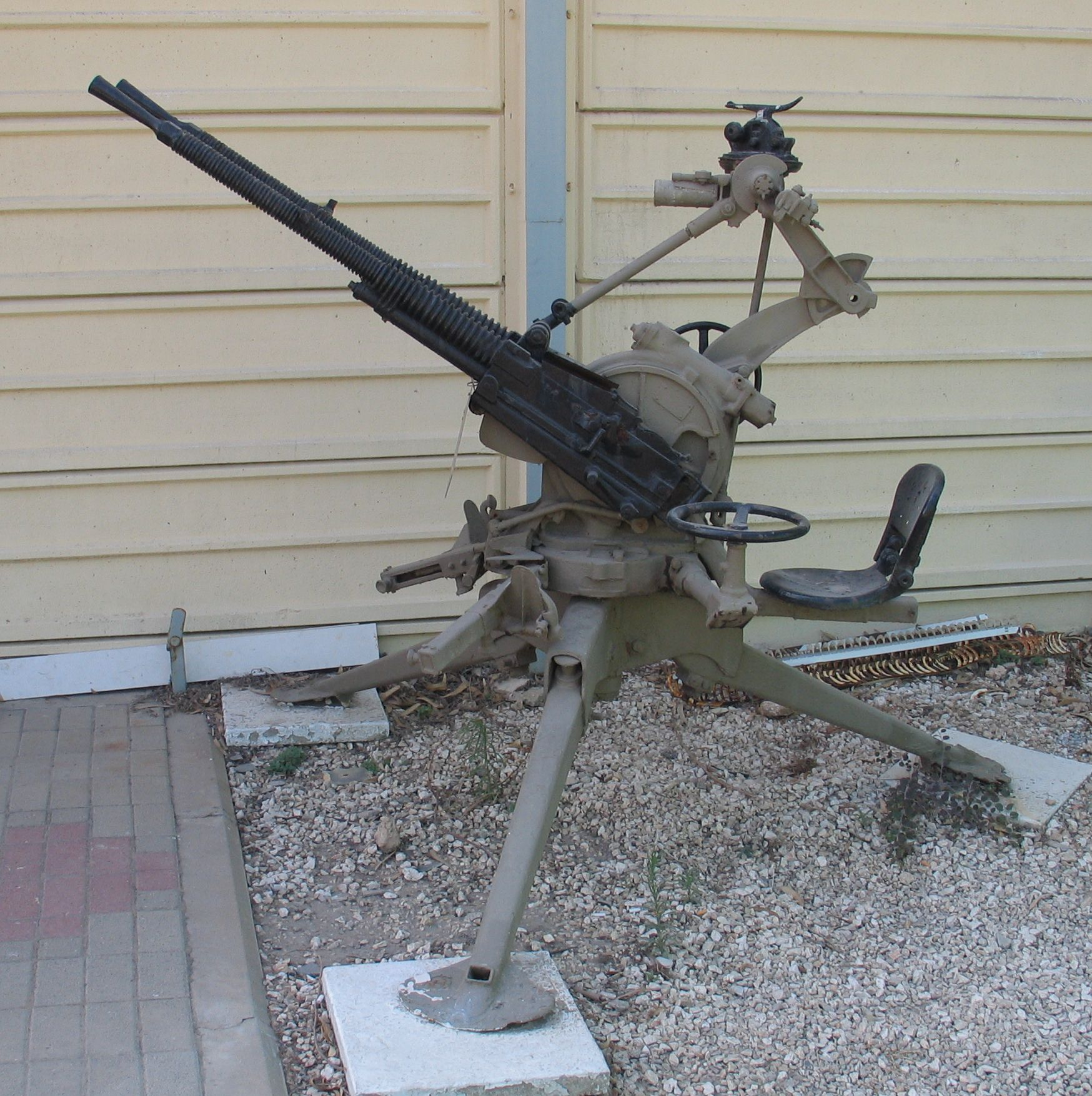
原型となったオチキス Mle 1930 重機関銃

ホ式十三粍高射機関砲（ホしき13みりこうしゃきかんほう）とは、昭和8年(1933年)に大日本帝国陸軍が準制式制定とした口径13.2mmの高射機関砲。原型はフランスのオチキス社が開発したオチキス Mle 1929 13.2 mm 重機関銃(en)であり、同機銃を起源に持つ火器として大日本帝国海軍の九三式十三粍機銃がある。

## 概要
陸軍では大正9年（1920年）7月22日付の第三九八号兵器研究方針に基づき、昭和3年（1928年）に高射および平射に使用可能な口径13mm程度の小口径対空火器として、イギリスのヴィッカース社よりヴィッカース.5インチ クラスD重機関銃(en、12.7x120mm弾を使用)を「ビ」式〇．五吋D型機関砲として購入し、試験を実施していた。しかしその弾道性並びに機能の成績が不十分であったことから、昭和4年(1929年)4月に「ホ」式十三粍双連高射機関砲（オチキス13.2mm双連高射機関銃）の仕様書を提出するに至った。同年12月に現物を入手し、翌昭和5年（1930年）1月より伊良湖試験場で射距離1,500m以下の地上射表および高射射表を得た結果、概ね良好な成績と認められた。同年3月には明野陸軍飛行学校で吹き流し射撃を実施し、以下のような成果を得た。
- 砲架および照準具は実用に適する。
- 距離1,000m以下での吹き流し射撃では概ね百分の一の命中弾を得る。
- 距離1,500m付近でも収束弾道は良く目標を覆い、照準具は適当であると認められる。
- 高射における観測には曳光弾が最も適する。

また課題として次のようなことが挙げられた。
- 射撃諸元の精度並びに訓練度の向上のため、十分な弾薬を以て適当な部隊で実地試験を行う必要がある。
- 照準器の航路付与装置に平均10ミル、射角付与装置に最大3ミルの誤差があり将来の製造においては改良を要する。

昭和6年（1931年）には富津試験場でウーズレー社製1.5トントラックに積載しての運行および車上射撃試験を実施し、次のような成果を得た。
- 200kmに渡る運行試験においても砲架および砲の諸機能に何ら問題は無い。
- 車上射撃の精度は三脚を用いた地上射撃、車框を起こしての射撃のいずれよりも良好である。

昭和7年（1932年）5月に試験の結果に基づく修正を加えた仕様書を兵器本廠に送付し、同年12月に受領した砲2門を陸軍野戦砲兵学校において実用試験を実施した結果実用に値すると認められた。これを以て陸軍技術本部は昭和8年（1933年）12月22日付けで「ホ」式十三粍高射機関砲の準制式制定を上申した。
本砲の目的は主として高射による防空であり、副次的に平射による対地射撃も可能である。またトラック等の荷台に積載しての車上射撃においても性能的に問題は無い。運用には照準手、射手、装填手を要する。照準手は目標の方角並びに航速、直距離を修正する。射手はハンドルにより砲の高低および方向を操作し照準眼鏡により敵機を射撃する。砲は連装式であり両方を同時に射撃するか、片側のみを射撃するか選択することが可能であった。給弾は30発入り弾倉によって行われ、弾薬は九二式車載十三粍機関砲と互換性を有する。
準制式制定となった本砲は比較的少数の調達が行われたのみであり、砲そのものは国内での製造は行なわず輸入されていた。陸軍における13mm級の高射火器としては他に九二式車載十三粍機関砲を三脚架に乗せた野戦型がある。より口径を増した20mm級高射機関砲としては昭和13年（1938年）に九八式高射機関砲が開発され、陸軍の主力高射機関砲としての役割を担うこととなる。
冒頭で述べたようにオチキス13.2mm重機関銃には海軍も興味を示し、保式十三粍機銃の名で輸入した。後に九三式十三粍機銃として制式化し、横須賀海軍工廠で製造を行なっている。
なお本砲の名称と区分について海軍名称と混同してか｢九三式十三粍重機関銃｣とする文献も存在するが誤りである。また九二式重機関銃を基に｢九三式重機関銃｣を開発したという説明も見受けられるが、九三式重機関銃という名称・開発経緯を持つ陸軍兵器は実在しない。九二式車載十三粍機関砲はオチキス13.2mm重機関銃を基に南部銃器製造所で国産・発展させた制式機関砲であり、「ホ」式十三粍高射機関砲は輸入したオチキス13.2mm双連重機関銃を準制式化したものである。

## 使用弾薬
前述の通り、本砲の弾薬は九二式車載十三粍機関砲と互換性を有する。
九二式普通弾弾薬筒/九二式普通実包
全備重量119g、管状薬を用いる。標準的な弾薬として主に人馬の殺傷を目的とする。
九二式徹甲弾弾薬筒/九二式徹甲実包
鋼心を有し被装甲目標の破壊を目的とする。射距離500mで20mm、射距離800mで16mm、射距離1200mで12mmの防弾鋼板を貫徹可能。
九二式曳光弾弾薬筒/九二式曳光実包
曳光距離は1,400m。弾道の観測を目的とする。
九二式焼夷弾弾薬筒/九二式焼夷実包
全備重量119.5g、焼夷剤として黄燐1.5gを使用。400mまで焼夷能力を有し航空機の燃料タンクや気球の気嚢への着火を目的とする。
普通弾や徹甲弾と混ぜて用いることも可能であり、1,200mまで曳光弾としての機能も有する。
九二式除銅弾弾薬筒/九二式除銅実包
表面に「パーカライジング」防錆法を施す。砲腔面に付着した被甲の除去を目的とし、合わせて人馬の殺傷も行う。
普通弾や徹甲弾と10％の割合で混ぜて射撃することで所期の目的を達する。
昭和11年（1936年）に陸軍は明治40年（1907年）6月3日付送乙第一八八七号で定められた｢機関銃｣と｢機関砲｣の呼称区分（口径11mm以下を機関銃と呼称する）を廃止した。本砲の弾薬はこれを受けて｢「ホ」式十三粍高射機関銃弾薬九二式○○実包｣と名称を変更した。

## 性能
オチキス Mle 1929 機関銃の発射速度は、毎分450発だったが、弾数が限られている30発入りバナナマガジンによる給弾方式のため、実際の持続発射速度は毎分わずか200〜250発だった。このマガジンはわずか4秒で空になり、頻繁なマガジン交換が必要になり、発射速度が制限された。
これは、第二次世界大戦で日本の対戦相手となるアメリカの、ベルト給弾方式によるブローニング M2 12.7 mm重機関銃と比べると、明らかに不利な点であった。